# Blaesoxipha caridei
Blaesoxipha caridei är en tvåvingeart som först beskrevs av Brethes 1906.  Blaesoxipha caridei ingår i släktet Blaesoxipha och familjen köttflugor.
Artens utbredningsområde är Ontario. Inga underarter finns listade i Catalogue of Life.